# Limnophila chinggiskhani
Limnophila chinggiskhani är en tvåvingeart som beskrevs av Podenas och Gelhaus 2001. Limnophila chinggiskhani ingår i släktet Limnophila och familjen småharkrankar.
Artens utbredningsområde är Mongoliet. Inga underarter finns listade i Catalogue of Life.